# Leptochiton thalattius
Leptochiton thalattius é uma espécie de molusco pertencente à família Leptochitonidae.
A autoridade científica da espécie é Kaas & Van Belle, tendo sido descrita no ano de 1985.
Trata-se de uma espécie presente no território português, incluindo a zona económica exclusiva.